# 우주 적외선 시스템

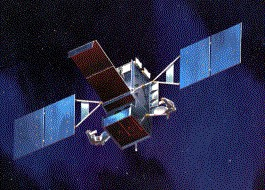
정지궤도 SBIRS 조기경보위성

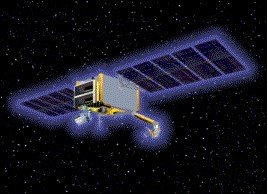
저궤도 SBIRS 조기경보위성

우주 적외선 시스템 (SBIRS:Space-Based Infrared System)은 미국 국방부의 우주 적외선 감시 시스템에 대한 요구를 충족하기 위해 개발된 우주군 시스템이자 GMD 시스템을 구성하기 위해 우주에서 ICBM의 열적외선을 감지하는 정찰위성이다.

## 배경
1991년의 걸프전에서, 이라크가 발사한 스커드 단거리 전술(theater) 미사일의 경험에 기초하여, 미국방부(DoD)는 전술 미사일 조기경보 능력의 증강을 결정했다. 이 결정으로, 적외선 조기경보위성의 센서를 향상시켜서, 장거리 전략(strategic) 탄도미사일과 단거리 전술(theater) 탄도미사일을 조기경보하고 방어작전에 사용할 수 있도록 하는 계획을 세웠다.
1994년까지, 미국 국방부는 탄도 미사일 조기경보 및 방어, 기술적인 정보(technical intelligence), 전장으로서의 우주특성 등을 위한 여러 가지 우주 적외선 탐지장비들을 연구했다. 그리고 DSP 위성을 SBIRS 위성으로 교체하기로 결정했다.
DSP는 약 30년간 운용되어 온, 장거리 탄도미사일의 발사를 포착할 수 있는 적외선 탐지기를 장착한 전략 정찰과 조기경보 위성 시스템이다.
SBIRS 이전에, DoD는 DSP 위성을 교체하기 위해 다음을 시도했었다:
- 1980년대 초반의 Advanced Warning System
- 1980년대 말의 Boost Surveillance and Tracking System
- 1990년대 초반의 Follow-on Early Warning System

미국 회계 감사원(GAO)에 따르면, 이러한 시도들이 실패한 것은 미성숙한 기술, 고비용, affordability issues 에 원인이 있었다고 한다.
SBIRS는 기존의 장거리 전략 탄도미사일 뿐 아니라 중단거리 전술 탄도미사일도 탐지할 수 있고, 이를 방어하는데도 이용하기 위하여, DSP 보다 더 섬세한 적외선 기술을 사용할 것이다.

## 미국 조기경보위성
- 미다스 위성 - 1960년대 미국 최초의 조기경보위성, 12개 발사
- DSP 위성 - 미다스를 대체하기 위해 개발된 1970년대 미국의 조기경보위성, 모두 23개 발사, 정지궤도 6개로 구성
- SBIRS 위성 - 2000년대 미국의 조기경보위성, 정지궤도 4개, 고궤도 2개, 저궤도 24개로 구성

## SBIRS High
SBIRS High (지금은 단순히 "SBIRS"로 불린다)는 정지궤도(GEO)를 도는 4개의 위성과 지구 고궤도(HEO)를 도는 2개의 위성으로 구성될 것이다. SBIRS High는 DSP 위성을 교체할 것이고 강화된 전략, 전술 탄도미사일 조기경보에 사용될 것이다. DSP 위성은 지구동기궤도(GSO)에 6기가 돌면서, 전세계의 탄도 미사일 화염을 감시하고 있었다.
2개의 HEO 위성은 NROL-22 (USA 184), NROL-28 (USA 200)인데, 2006년과 2008년에 발사되었다. SBIRS GEO-1은 2011년 5월 7일 발사되었다. 2013년 현재 2대의 SBIRS GEO 위성을 사용중이며, GEO-3는 2017년 1월 20일 발사될 계획이다.
SBIRS 위성의 주계약자는 록히드 마틴이다. 노스럽 그러먼이 주요 부계약자이다. 록히드 마틴은 또한 SBIRS 정지궤도위성(GEO)을 제작할 것이다.

## SBIRS Low
주의사항: SBIRS Low의 계약은 미사일방어국(MDA)에서 관할하며, SSTS(Space Surveillance and Tracking System 우주정찰및추적시스템)로 이름이 변경되었다.

### 원래의 SBIRS Low
SBIRS Low 프로그램은 24개의 지구저궤도(LEO) 위성으로 구성될 것이었다. 주요임무는 탄도미사일을 추적하여 탄두와 그 외의 것들(기만체, 분리된 부스터 로켓 등)을 구별해내는 것이었다.
SBIRS Low는 두가지 주요한 센서와 온보드 컴퓨터를 가지고 있다:
- 적외선 스캐닝 센서. 비행 초기단계의 탄도미사일을 포착한다.
- 적외선 추적 센서. 비행 중간단계와 종말단계에 있는 미사일, 탄두, 기타 물체들(파편, 기만체)을 따라가면서 추적한다. 추척용 센서는 매우 낮은 온도로 냉각될 것이다.

당초 SBIRS Low의 개발 스케줄은, NMD 시스템에 의해 그 탐지추적능력이 필요할 것으로 여겨진 2010년까지였다. 2010년까지 모든 위성이 발사되려면 최초의 SBIRS Low 위성은 2006년에 발사되어야 한다.

### STSS
2001년, 미사일방어국은 국가 탄도 미사일 방어망에 필요한 프로그램들을 살펴보고서, 무언가가 빠진 것을 발견했다. 미사일 방어국은 SBIRS Low 사업 개발 초기 단계에서 관할을 이전받아, 프로그램 이름을 STSS(Space Tracking and Surveillance System)로 변경하였다. 그러나 다소의 변경은 있었지만, 탄도미사일의 모든 비행단계에 대하여 탐지 및 추적하는 기본 개념은 변하지 않았다.

## 지상국
SBIRS의 지상국은 주로 다음으로 구성되어 있다:
- Mission Control Station (MCS): 콜로라도주 오로라에 위치한 버클리 공군기지(Buckley AFB)
- Mission Control Station Backup (MCSB): 콜로라도주 콜로라도스프링스에 위치한 쉬리버 공군기지(Schriever AFS)
- Survivable Mission Control Station (SMCS)
- Joint Tactical Ground Stations (JTAGS): SBIRS 위성의 정보를 실전배치 부대가 받을 수 있게(downlink) 한다.

## 같이 보기
- GBI 미사일